# 泗川海戰
泗川海戰是萬曆朝鮮之役中的一場海戰，發生於萬曆二十年（1592年）五月廿九。這場戰爭中，朝鮮第一次使用龜船，最終擊敗日軍。
玉浦海戰之後，李舜臣率朝鮮水軍駐紮麗水。朝鮮將軍元均派人向駐紮在麗水的李舜臣報稱，發現在泗川沿海一帶有日本戰船出沒。李舜臣意識到日軍可能要突襲麗水，故而決定先發制人。
李舜臣與元均的艦隊在露梁海峽會合，並討論作戰計劃。李舜臣發現日軍攻佔了一塊可以俯瞰整座泗川城的巨大懸崖，而且共有十二艘非常大的戰船以及其他較小一點的船隻。李舜臣知道，朝鮮軍若直接發動突襲，據守懸崖的日軍便會使用火繩槍進行猛烈還擊，這樣必然損失慘重。於是便率朝鮮海軍暫時撤退，希望引誘日軍來到開闊的海域。日軍中計，以為李舜臣畏懼而逃，率軍來到泗川外的洋面，追擊朝鮮海軍。
當朝鮮海軍與日本海軍在洋面遭遇時，天色已經昏暗。李舜臣命令朝鮮艦隊掉頭攻擊日軍，以自己乘坐的龜船當先，其他戰船繼之，並不斷用大炮和火箭攻擊日軍。
日軍正在追擊的興奮中，朝鮮水軍的突然攻擊令日軍措手不及。日軍使用火繩槍奮力還擊，李舜臣左肩中彈，仍奮勇殺敵，日軍的火力被朝鮮軍的大炮所壓制。13艘日軍戰船全被體型更為龐大的龜船所衝毀沉沒。
這場海戰之後，李舜臣率朝鮮水軍退往蛇梁島休整。